# رود واشکا
رود واشکا رودی است که به رود مزن می‌ریزد. این رود از کشور روسیه می‌گذرد و طول آن ۶۰۵ کیلومتر (۳۷۶ مایل) است.